# One Cut of the Dead
One Cut of the Dead (japanischer Originaltitel: カメラを止めるな!, Hepburn: Kamera o Tomeru na!, etwa „Stoppt die Kamera nicht!“) ist ein japanischer Zombiefilm von Shin'ichirô Ueda aus dem Jahr 2017. In Deutschland erschien der Film am 2. Mai 2019. Die erste halbe Stunde des Films wurde als Plansequenz gedreht.

## Handlung
Eine junge Frau wird von ihrem zum Zombie mutierten Freund angefallen, bis ein Mann die Szene unterbricht und die beiden beschimpft. Es stellt sich heraus, dass die beiden Schauspieler sind und der Regisseur mit ihrer Leistung alles andere als zufrieden ist. Der Dreh wird deshalb für eine halbstündige Pause unterbrochen. Die Mitglieder der Filmcrew unterhalten sich darüber, dass am Drehort, einer alten Fabrik, im Zweiten Weltkrieg Experimente an Toten durchgeführt wurden, als plötzlich wirklich eine Zombieapokalypse ausbricht. Der Regisseur ist nun begeistert davon, die echten Angstmomente einzufangen, und lässt die Kamera weiter laufen und auf das Geschehen halten, während die Crew-Mitglieder nach und nach zu Zombies werden. Nach gut einer halben Stunde steht die junge Frau als einzig Überlebende auf dem Dach der Fabrik. Dieses erste Drittel zeigt mit seinen erkennbar billigen Effekten, offensichtlich unkonzentrierten und überforderten Darstellern die Merkmale eines Trashfilms.
Im zweiten Drittel des Films wird die Planung und Verarbeitung des gerade gesehenen Films gezeigt. Der Regisseur wird angeheuert, um für ein TV-Event einen halbstündigen Zombiefilm live in einer einzigen ungeschnittenen Sequenz ("One Cut") zu filmen. Dabei werden die unrealistischen Vorstellungen der Produzenten und die Probleme mit den Darstellern während der Proben thematisiert.
Im dritten Drittel werden die Dreharbeiten des One Cut Films vom Anfang gezeigt. Aus dem Spannungsfeld zwischen den banalen (fehlende Requisiten) bis absurden (Diarrhoe wegen Lebensmittelunverträglichkeit) Problemen während der Dreharbeiten und der Unmöglichkeit diese zu unterbrechen entwickelt der Film eine hohe Dichte an absurder Komik. Auch kleine Unzulänglichkeiten, die anfangs als Folge der Low-Budget-Produktion anzusehen waren, werden dabei mit den Mitteln des Slapstick erklärt.

## Produktion und Veröffentlichung

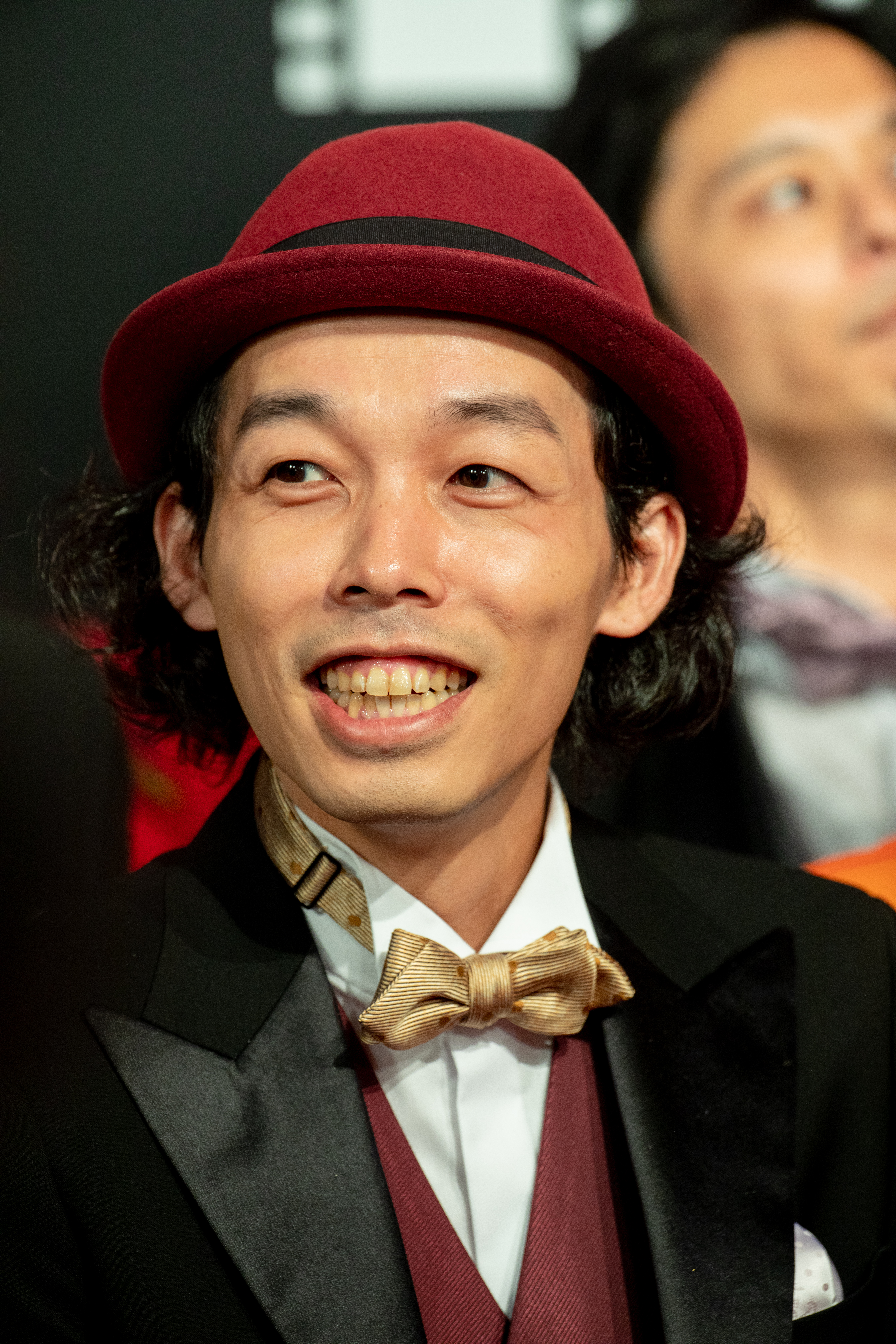
Regisseur Shin'ichirô Ueda bei der Eröffnungszeremonie des Tokyo International Film Festival 2018

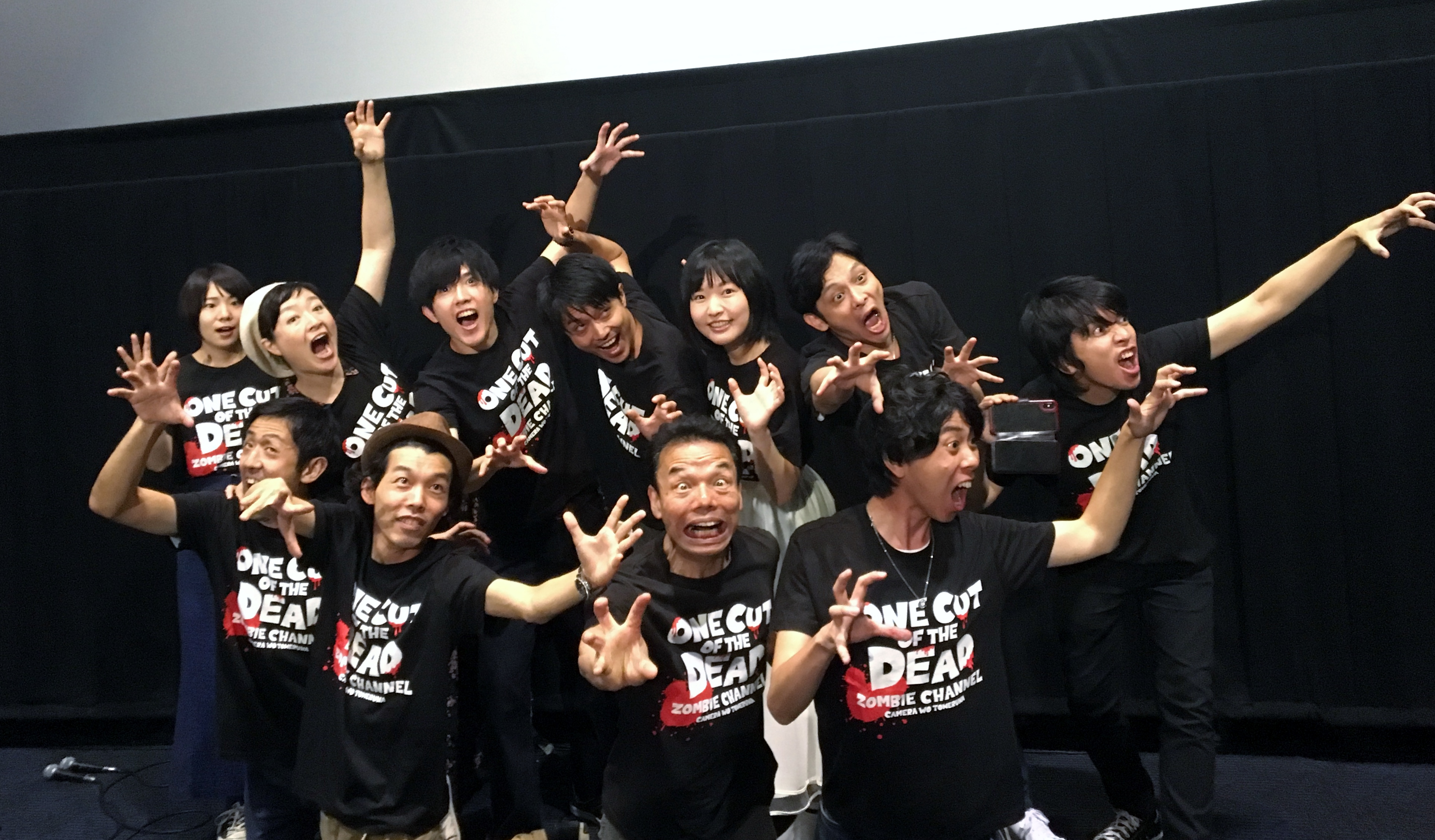
Cast und Crew des Films (2018)

One Cut of the Dead kostete in der Produktion lediglich einen fünfstelligen Dollarbetrag, konnte allerdings alleine in Japan mehr als zwei Millionen Menschen ins Kino locken. Laut Moviepilot hat der Film, der mit Studenten einer Filmschule in Tokio gedreht wurde, nur etwa 27.000 Dollar gekostet, aber in Japan bis Herbst 2018 über 20 Millionen Dollar eingespielt.
Zwischen Weihnachten und Silvester 2018 veröffentlichte Amazon kurzzeitig eine Raubkopie des Films auf der Plattform Amazon Prime, die für Kunden in den USA und Großbritannien zeitweise kostenlos zu sehen war.
Am 2. Mai 2019 kam der Film in die deutschen Kinos. Am 23. Mai 2019 wurde der Film in Deutschland durch Koch Media auf Blu-ray Disc und DVD veröffentlicht.

## Synchronisation
Die deutsche Synchronfassung wurde durch die Think Global Media GmbH in Berlin erstellt.
| Rolle         | Darsteller     | Synchronsprecher  |
| ------------- | -------------- | ----------------- |
| Ko            | Kazuaki Nagaya | Jannik Endemann   |
| Mao           | Mao Mao        | Christina Wöllner |
| Saki Matsuura | Sakina Asamori | Peggy-Sue Emmler  |

## Rezeption
Der Film erhielt überwiegend positive Wertungen. Metacritic aggregierte basierend auf 13 Kritiken einen Score von 85 %. Rotten Tomatoes kam gar auf 100 % positive Kritikerwertung. Kino-Zeit.de bezeichnet One Cut of the Dead als „tiefe, respektvolle Verneigung vor der Kunst des Low-Budget-Filmemachens“ und bescheinigt eine tiefe Hingabe an das Kino.

„„One Cut Of The Dead“ ist eine regelrechte Wundertüte voll mit erfrischenden Einfällen und Ideen, die dem Genre buchstäblich neues Leben einhauchen. Der Hype um den aus dem Nichts kommenden Low-Budget-Megahit ist definitiv gerechtfertigt!“

„Die vielbeschworene Plansequenz in One Cut of the Dead ist an für sich ein netter, vergessenswerter Spaß, der eher dadurch beeindruckt, dass er mit minimalem Budget umgesetzt werden konnte. Was den japanischen Festival-Hit aus der selbst geschaufelten Grube dieses Gimmicks verhilft, ist seine clevere Auseinandersetzung mit genau diesem Stilmittel.“

“An awe-inspiring storytelling configuration [...] A master class in endless narrative inventiveness and an ode to the resourceful and collaborative spirit of hands-on filmmaking, “One Cut of the Dead” amounts to an explosively hilarious rarity.”

„Eine beeindruckende Erzählkonfiguration [...] Eine Meisterklasse in endlosem erzählerischem Einfallsreichtum und eine Ode an den erfinderischen und kollaborativen Geist des praktischen Filmemachens, stellt „One Cut Of The Dead“ eine explosiv-komische Rarität dar.“

Peter Bradshaw vom Guardian fühlte sich von dem Film an die amerikanische Filmkomödie Noises Off erinnert, da auch dort eine Schauspiel-Aufführung mit ihren Widrigkeiten aus verschiedenen Perspektiven gezeigt wird.

## Remake
Der französische Regisseur Michel Hazanavicius verfilmte den Stoff 2022 unter dem Titel Final Cut of the Dead (Originaltitel: Coupez!) neu.
Unter Produzent Patrick Cunningham soll ebenfalls ein Remake des Films geplant sein, der ein größeres Publikum – vor allem auch im englischsprachigen Raum – ansprechen soll. Das Remake soll mit geringem Budget in den USA entstehen. Produzent Cunningham kam an die Filmrechte, als er einen Streit zwischen Regisseur Shin'ichirô Ueda und dem japanischen Theaterregisseur Ryoichi Wada, der ersterem Plagiat vorwarf, schlichtete.